# 賴傳鑑
賴傳鑑（1926年12月2日—2016年12月27日），台灣畫家。生於桃園中壢，1943年至日本武藏野美術大學留學，二戰後歸國，在桃園地區擔任中學美術老師。曾任中華民國油畫學會常務理事、台陽美術協會評議委員、全國美展評審委員、全省美展評審委員及顧問。
賴傳鑑的繪畫生涯以寫實主義起家，二戰之感受到西方繪畫思潮的沖激，而轉向印象主義，運用色面分割的手法，創造半抽象的風格。賴傳鑑又擅於寫作，其《天才之悲劇》、《巨匠之足跡》兩書，為台灣介紹西洋藝術史，對60年代的美術青年影響深遠。

## 著作及畫集
- 《巨匠之足跡》（雄獅圖書，1984）
- 《天才之悲劇》（雄獅圖書，1984）
- 《佛像藝術：東方思想與造形》（藝術圖書，1992）
- 《透視圖法》（藝術圖書，1993）
- 《美的巡禮》（桃園縣立文化中心，1996）
- 《埋在沙漠裡的青春：台灣藝壇交友錄》（藝術家，2002）
- 《賴傳鑑畫集：創作八十回顧展》（桃園縣政府文化局，2004）
- 《賴傳鑑油畫集：詩情畫意》（元智大學，2008）

## 獲獎
- 師鐸獎（1982）
- 中山文藝獎（1985）
- 吳三連獎（1989）
- 林本源中華文化教育獎（1990）

## 外部連結
https://www.facebook.com/C.Chien.Lai.Formosa （页面存档备份，存于） 在Facebook的紀念專頁